# Морске принцезе
Морске принцезе је серија дечјих књига, написаних од стране бразилског писца Фабиа Јабуа. Прва књига је објављена 2004. године, а због добре продаје касније су објављене још три књиге. 
2007. направљена је цртана серија у продукцији шпанског студија Нептуно филмс и аустралијског дистрибутера Саутерн стар ентертејнмент. Приказивала се у више од 50 држава. У Србији, Хрватској, Црној Гори, Босни и Херцеговини и Северној Македонији се емитовала на Минимакс ТВ на српском језику. Синхронизацију је радио студио Кларион.

## Главни ликови
- Полвина је принцеза хоботница. Она је тиха и мирољубива девојчица. Најбоље пријатељице су јој Естер и Туберина, са којима иде у разне авантуре.
- Естер је принцеза морских звезда. Често посећује палату хоботница, поготово после школе и викендом. Естер је јако радознала девојчица, воли да чита и гледа документарце на телевизији.
- Туберина је принцеза ајкула. Врло је тврдоглава и противи се стереотипу да су ајкуле зле.
- Марсело је принц чекић ајкула и Туберинин рођак. Преселио се у палату ајкула, док су му родитељи на путу. Марсело воли да се руга девојчицама и увек је први у спортским такмичењима.
- Госпођица Марла је Туберинина, Полвинина, Естерина и Марселова наставница.

## Улоге
| Улога       | Глумац |
| ----------- | ------ |
| Полвина     |        |
| Естер       |        |
| Туберина    |        |
| Марсело     |        |
| Гђица Марла |        |